# Hermann Vorländer
Hermann Vorländer (Mosina, 17 novembre 1942) è un teologo e pastore polacco di fede protestante.

## Biografia
Dopo il diploma di maturità e il servizio militare, dal 1964 al 1968 Hermann Vorländer studiò teologia protestante a Bethel, Amburgo, Heidelberg e Erlangen. Nel 1968 iniziò a lavorare come assistente scientifico presso la Facoltà di Teologia dell'Università di Erlangen, incarico nel quale rimase fino al 1971. In tale ateneo conseguì il dottorato in teologia nel 1971 con una tesi sull'Antico Testamento. Dal 1972 al 1976 fu docente presso la Near East School of Theology, un'università teologica di Beirut. 
Dal 1976 al 1981 fu pastore protestante a Kaufbeuren. Dal 1981 al 1988 diresse l'ufficio esami teologici della Chiesa evangelica luterana a Monaco, per la Baviera. Dal 1988 al 1992 fu decano di Monaco-Sud e pastore della Chiesa di San Luca. Dal 1992 al 2007 fu direttore dell'Opera Missionaria della Chiesa Evangelica Luterana in Baviera a Neuendettelsau, che nel 2007 fu trasformata nel Centrum Mission EineWelt. Dal 1977 al 1992 fu docente pro tempore presso l'Università evangelica di scienze applicate di Monaco. Nel 2007 andò in pensione e collaborò come volontario in diverse associazioni (NorthSouth Initiative e.V., Verein Kultur Neuguinea e.V., Heimat- und Geschichtsverein Neuendettelsau e.V.).
Vorländer ha collaborato a numerosi comitati ecclesiastici: membro e vicepresidente del consiglio di amministrazione dell'Evangelisches Missionswerk in Deutschland, membro del Sinodo Generale della Vereinigten Evangelisch-Lutherischen Kirche Deutschlands (VELKD), presidente del comitato missionario della VELKD, membro del consiglio di sorveglianza dell'Evangelischer Entwicklungsdienst e.V., vicepresidente del consiglio di sorveglianza dell'Istituto EKD per l'Antichità a Gerusalemme, presidente della Commissione islamica della Chiesa Evangelica Luterana in Baviera. Ha partecipato come delegato alle assemblee plenarie della Federazione Luterana Mondiale a Hong Kong (1997) e Winnipeg (2003).

## Famiglia
Tra gli antenati di Hermann Vorländer figurano il ministro delle finanze prussiano e co-fondatore della Deutsche Bank David Hansemann (1790-1864), la scrittrice Emma Levêque-Bunsen (1850-1890), il filosofo Karl Vorländer (1860-1928) e il professore di chimica Daniel Vorländer (1867-1941).
Vorländer è sposato con la teologa Dorothea Vorländer, nata Cyron; la coppia ha quattro figli.

## Opere
- Mein Gott. Die Vorstellungen vom persönlichen Gott im Alten Orient und im Alten Testament. Butzon und Bercker, Kevelaer 1975.
- Die Entstehungszeit des jehowistischen Geschichtswerkes. Lang, Frankfurt am Main 1978.
- Der Monotheismus Israels als Antwort auf die Krise des Exils, in Bernhard Lang (a cura di): Der einzige Gott. Die Geburt des biblischen Monotheismus. Kösel, München 1981, pp. 84–113.
- Große Gestalten der Bibel. Südwest, München 1987.
- Neuendettelsauer Mission und Drittes Reich. In: Blick in die Welt. 2011, voll. 3.
- hrsg. mit Claudia Jahnel: Friedrich Bauer (1812–1874). Pionier der Weltmission, Wegbereiter des Duden. Erlanger Verlag für Mission und Ökumene, Neuendettelsau 2013, ISBN 978-3-87214-540-6.
- Kirche in Bewegung. Die Geschichte der evangelischen Mission in Bayern. Erlanger Verlag für Mission und Ökumene, Neuendettelsau 2014, ISBN 978-3-87214-546-8.

Vorländer ha inoltre pubblicato numerosi articoli sul conflitto in Libano e in Medio Oriente, sul dialogo tra cristianesimo e islam, sull'Antico Testamento, sulla teologia della missione e su questioni relative all'ecumenismo e allo sviluppo.